# Гвадалупе (Аризона)
Гвадалупе (енгл. Guadalupe) град је у америчкој савезној држави Аризона. По попису становништва из 2010. у њему је живело 5.523 становника.

## Демографија
Према попису становништва из 2010. у граду је живело 5.523 становника, што је 295 (5,6%) становника више него 2000. године.
| Група             | 2000.         | 2010.         |
| Белци             | 76 (1,5%)     | 133 (2,4%)    |
| Афроамериканци    | 56 (1,1%)     | 84 (1,5%)     |
| Азијати           | 7 (0,1%)      | 0 (0,0%)      |
| Хиспаноамериканци | 3.782 (72,3%) | 3.437 (62,2%) |
| Укупно            | 5.228         | 5.523         |